# Kvalspelet till världsmästerskapet i fotboll 2006
De 32 nationerna i Världsmästerskapet i fotboll 2006 kvalade in i kvalificeringsturneringar i respektive regionalförbund under 2003, 2004 och 2005.

## Afrikanska VM-kvalet
Följande lag gick vidare till VM-slutspelet:
- Togo
- Ghana
- Elfenbenskusten
- Angola
- Tunisien

## Asiatiska VM-kvalet
Följande lag gick vidare till VM-slutspelet:
- Saudiarabien
- Sydkorea
- Japan
- Iran

Bahrain gick, efter vinst mot Uzbekistan i playoff-spel mellan grupptreorna, vidare till kval mot fjärdeplacerade laget i Nord-/Centralamerikas och Karibiens grupp, Trinidad och Tobago, ett kval som Trinidad och Tobago vann och därmed gick vidare till VM-slutspelet.

## Nord-/centralamerikanska och karibiska VM-kvalet
Följande lag gick vidare till VM-slutspelet:
- USA
- Mexiko
- Costa Rica
- Trinidad och Tobago

Trinidad och Tobago slutade fyra i gruppen och gick vidare till kval mot playoff-vinnaren mellan treorna i Asiens grupp, Bahrain, ett kval som Trinidad och Tobago vann och därmed gick vidare till VM-slutspelet.

## Europeiska kvalet
Följande lag gick vidare till VM-slutspelet:
- England
- Frankrike
- Italien
- Kroatien
- Nederländerna
- Polen
- Portugal
- Schweiz
- Serbien och Montenegro
- Spanien
- Sverige
- Tjeckien
- Ukraina

## Oceaniska VM-kvalet
Följande lag gick vidare till VM-slutspelet:
- Australien

Australien gick som segrare av Oceaniens grupp vidare till kval mot det femteplacerade laget i den sydamerikanska gruppen, Uruguay, ett kval som Australien vann och därmed gick vidare till VM-slutspelet.

## Sydamerikanska VM-kvalet
Följande lag gick vidare till VM-slutspelet:
- Brasilien
- Argentina
- Ecuador
- Paraguay

Uruguay gick som femteplacerat lag vidare till kval mot vinnaren av Oceaniens grupp, Australien, ett kval som Australien vann och därmed gick vidare till VM-slutspelet.

## Interkonfederala playoffmöten

### Grundförutsättningar och kvalificerade nationer
29 av de 31 kvalplatserna till VM i Tyskland 2006 bestämdes genom kvalspel inom de respektive konfederationerna. De återstående två genom så kallade interkonfederala playoffmöten. Fjärde placerade nationen i CONCACAF (Nord- och Centralamerika samt Karibien) spelade mot femman i AFC (Asien), och ettan i OFC (Oceanien) tog sig an femman i CONMEBOL (Sydamerika). Dubbelmöten, hemma/borta, där den asiatiska och den oceaniska nationen fick fördel av hemmaplan i den andra och avgörande matchen.

Det blev också två högdramatiska playoffer. Bahrain hade inne en boll i mål på stopptid i den andra matchen, och hade målet godkänts hade playoffet gått till förlängning. Nu blev målet bortdömt för farligt spel, och Trinidad och Tobago kunde fira att det lilla landet tagit sig till VM-slutspelet för första gången genom tiderna. På södra halvklotet krävdes det straffläggning för att skilja Uruguay och Australien åt efter hemmaseger med 1–0 för båda lagen, och till slut blev det Australien som drog det längsta strået och kvalificerade sig för VM för första gången sedan 1974.
Dubbelmöten
| 1 | 12 november 2005 | Trinidad och Tobago | 1 – 1 | Bahrain |  |  |
|   |                  |                     |       |         |  |  |
|   |                  |                     |       |         |  |  |
|   |                  |                     |       |         |  |  |

| 2 | 16 november 2005 | Bahrain | 0 – 1 | Trinidad och Tobago | Trinidad och Tobago vidare |  |
|   |                  |         |       |                     |                            |  |
|   |                  |         |       |                     |                            |  |
|   |                  |         |       |                     |                            |  |

| 1 | 12 november 2005 | Uruguay | 1 – 0 | Australien |  |  |
|   |                  |         |       |            |  |  |
|   |                  |         |       |            |  |  |
|   |                  |         |       |            |  |  |

| 2 | 16 november 2005           | Australien | 1 – 0 | Uruguay | Australien vidare på straffar |  |
|   |                            |            |       |         |                               |  |
|   |                            |            |       |         |                               |  |
|   | Straffsparksläggning 4 – 2 |            |       |         |                               |  |